# Jean de Foix (1450-1500)
Pour l’article homonyme, voir Jean de Foix.
Jean de Foix (1450 - Étampes, 5 novembre 1500), vicomte de Narbonne (1468-1500) et comte d'Étampes (1478-1500), est le second fils de Gaston IV de Foix et de la reine Éléonore Ire de Navarre. Son frère aîné est le Prince de Viane Gaston de Foix.
Héritier de la vicomté de Narbonne par son père, qui la lui cède de son vivant, en 1468, Jean entretient de bonnes relations avec les rois de France Louis XI et Louis XII.
En 1476 il épouse la sœur de Louis XII, Marie d'Orléans, dont il a deux enfants:
- la future reine Germaine de Foix (1488 - 1538), mariée au roi catholique Ferdinand II d'Aragon, et dont l'ascendance liée à la maison royale de Navarre sert de prétexte à ce dernier pour en revendiquer la couronne.
- Gaston de Foix, duc de Nemours (1489 - 1512), qui dirigera les armées de son oncle Louis XII en Italie.

En 1478, le roi Louis XI lui fait don du comté d'Étampes, réuni au domaine royal l'année précédente.
En 1494, il accompagne le roi Charles VIII et son armée, lors de la première guerre d'Italie pour le recouvrement du royaume de Sicile et se distingue notamment lors de la bataille de Fornoue. Il est ensuite nommé en juillet 1496 1er gouverneur du Milanais, fonction qu'il occupe jusqu'au 27 juillet 1497. Il est ensuite nommé gouverneur du Dauphiné, de 1497 jusqu'à sa mort en 1500.
À la mort de son neveu François Fébus en 1483, Jean revendique le trône de Navarre en tant que premier héritier mâle, en compétition avec la sœur et héritière de François Fébus, Catherine. Bien que la loi salique n'ait jamais eu cours en Navarre, ses prétentions déclenchent une guerre civile dans ce royaume, qui se termine par la paix de Tarbes en 1497 avec la victoire de Catherine et l'abandon des revendications de Jean.
Jean de Foix teste le 27 octobre 1500, « estant gisant au lit malade [...] en l’hostel Jehan le Voix, bourgeois marchant » à Orléans, en demandant à être inhumé dans l’église Notre-Dame d'Étampes, « devant le grand autel de la Vierge Marie ». Il meurt peu après.